# Петер Борошш
Петер Борошш (угор. Boross Péter; нар. 27 серпня 1928, Надьбайом, медьє Шомодь, Угорщина) — угорський державний і політичний діяч. Член партії Угорський демократичний форум.

## Біографія
Закінчив юридичний факультет Будапештського університету. Брав участь в повстання 1956 року. Наприкінці 80-х почав діяльність в опозиційному УДФ.
Міністр внутрішніх справ Угорщини в уряді Йожефа Антала (1990—1993). Після смерті Антала 12 грудня 1993-го очолив уряд країни. Наступного року під його керівництвом правляча коаліція програла парламентські вибори і 15 липня 1994-го уряд Борошша був змушений подати у відставку, поступившись місцем соціалістам. Пізніше Борошш був політичним радником прем'єр-міністра Угорщини Віктора Орбана.
2010 року вийшов з УДФ через розбіжності з питань партійної політики. За дорученням Орбана Борошш брав участь у розробці нової конституції.